# Puerto-ricanische Fußballnationalmannschaft der Frauen
Die puerto-ricanische Fußballnationalmannschaft der Frauen repräsentiert  das US-amerikanische Außengebiet Puerto Rico im internationalen Frauenfußball. Sie untersteht dem puerto-ricanischen Fußballverband FPF.
Die FPF ist Mitglied im Weltverband FIFA und im Regionalverband CONCACAF. Daher ist die Mannschaft der Frauen zur Teilnahme an der Qualifikation für den CONCACAF Women’s Gold Cup berechtigt.
Bestes Ergebnis des Teams war der achte Platz. Bei diesem Turnier profitierte die Mannschaft davon, dass man die Mannschaft nur melden und nicht durch eine Qualifikation schicken musste. Somit bleibt es auch das einzige Turnier, in dem sie die Endrunde erreichten, da sie in den folgenden Meisterschaften schon in der Qualifikation ausschieden.

## Weltmeisterschaft
| - 1991: keine Teilnahme - 1995: keine Teilnahme - 1999: nicht qualifiziert - 2003: nicht qualifiziert - 2007: nicht qualifiziert | - 2011: nicht qualifiziert - 2015: nicht qualifiziert - 2019: nicht qualifiziert - 2023: nicht qualifiziert |

## CONCACAF Women’s Championship / CONCACAF Women’s Gold Cup
| - 1991: keine Teilnahme - 1993: keine Teilnahme - 1994: keine Teilnahme - 1998: Achter - 2000: keine Teilnahme - 2002: nicht qualifiziert | - 2006: nicht qualifiziert - 2010: nicht qualifiziert - 2014: nicht qualifiziert - 2018: nicht qualifiziert - 2022: nicht qualifiziert |

## CONCACAF W Gold Cup
- 2024: Vorrunde

## Olympische Spiele
| - 1996: keine Teilnahme - 2000: nicht qualifiziert - 2004: nicht qualifiziert - 2008: nicht qualifiziert | - 2012: keine Teilnahme - 2016: nicht qualifiziert - 2020: nicht qualifiziert |